# 황동현 (성우)
황동현(1991년 11월 18일 ~ )은 대한민국의 남자 성우다.

## 출연작

### 2021년
- 도깨비언덕에 왜 왔니? - 곰, 악어병사4, 사천왕 파, TV4, MC2, 멧돼지
- 명탐정 코난 19기 - 경찰 3(1화) / 경찰 1(4화) / 점장(5화) / 남자 4(6화) / 유도부 남자(8화) / 오국영(9~10화) / 우홍도(11~12화) / 나진수(13화) / 남자 2(18~19화) / 신사용(24~26화)
- 방과후 트레저헌팅 - 우로보로스
- 뱀파이어소녀 달자 - 김선배, 뱀파이어
- 신비아파트 시리즈
- 세상에 나쁜 악귀는 없다 - 대사제
- 신비아파트 고스트볼Z: 어둠의 퇴마사 - 담임 선생님, 학교 경비원, 호두까기 인형, 홍길남, 까마귀 1, 서준 아빠, 합체 좀비
- 신비아파트 스페셜: 철원의 숲속 퇴마사, 철궁이 - 호두까기 인형
- GHOST 무서 WAR 시즌 2 - 유토파, 강동현, 거래친구, 나바람, 이웃집 남자
- 웰컴투 정글스쿨 - 박국, 하이, 광채, 토미 비서, 고다일 아빠, 최영양, 기린 경비(크레딧 오류)
- 이상한 과자가게 전천당 - 야구 투수, 미라, 남선생, 경찰 1
- 짱구는 못말려 6기 재더빙(더 비기닝) - 양아치 외 각종 단역
- 짱구는 못말려 21기 - 각종 단역

### 2022년
- 명탐정 코난 20기 - 사람 8,5, 형사 2(1~4화) / 할아버지(5화) / 선글라스 2(6화) / 주치상(7화) / 남자 3(9화) / 홍택기(11~12화) / 보좌 2, 대원 3(13~14화) / 문일성(15~16화) / 경찰 2(17화) / 김규태(19화) / 카메라맨, 감식반(23~25화) / 이신명(26화) / 음표(27화) / 조정재(29화) / 서점 주인(30화)
- 명탐정 코난 스페셜: 대괴수 고메라 VS 가면사나이 - 이석탁, 조감독
- 명탐정 코난 스페셜: 피아노 소니타 월광 살인사건(리메이크) - 서동건
- 뱀파이어소녀 달자 - 백만장
- 신비아파트 시리즈
- 신비아파트 고스트볼Z: 귀도퇴마사 - 재호, 경찰 1, 가게 주인, 6.25 전쟁 국군 병사, 권석재, 사냥꾼 1, 부하 늑대인간 1, 어부 1, 악귀, 해경 2, 와이번, 회사원, 하늘도깨비, 어둠 귀면인어
- 신비아파트 스페셜: 다시 만난 철궁이와 철원 월정리의 전설 - 아나운서
- GHOST 무서 WAR 시즌 3 - 잭오랜턴, 몽쓰 남자, 아저씨, 강심장 아빠, 경찰(남), 쌍둥이(안경)
- 안녕! 보노보노 8기 - 포동이, 타이스
- 요괴워치 음표 - 각종 단역
- 짱구는 못말려 22기 - 각종 단역
- 토마스와 친구들: 함께 달리자! - 히로, 헤롤드, 울트라트레인
- 퍼피 구조대 8기

### 2023년
- 네모바지 스폰지밥 시즌 13 - 점보새우, 아나운서
- 명탐정 코난 21기 - 문사철(1~2화) / 고수영(3화) / 양지태(4화) / 형사(5~6화) / 공진태(8화) / 박정환, 도매상(10~11화) / 신수호(15화) / 경비원(18~19화) / 상사, 할아버지(24~25화) / 엄민수(26화) / 홍선우(30~31화) / 지영민(33화) / 강나영(35화)
- 신비아파트 시리즈
- 신비아파트 고스트볼 ZERO - 동건, 악기점 사장, 남명일 친구 2, 거대 멘드레이크, 민우 아빠, 담임 선생님, 귀안정, 호두까기 인형, 노년 퇴마사, 공사 현장소장, 포이즌 코브라
- 신비아파트 고스트볼 ZERO: 두 번째 이야기 - 담임 선생님, 김용석, 도서관 경비원, 연지 아빠, 유성재, 은성, 블랑아파트 관리 소장, 의사, 전사 석상, 범귀, 청소부, 버스 운전기사, 스키장 남직원, 의류상점 직원, 산타, 성국 친구 2, 시민 4, 라미아의 합체 수하, 귀도퇴마사 대원 4
- 신비아파트 스페셜: 철궁이와 철원 히어로즈 한탄강의 전설 - 귀면인어
- 올리의 신비한 몬스터 가방 - 로렌스
- 안녕! 보노보노 9기 - 타이스
- 짱구는 못말려 23기 - 각종 단역

### 2024년
- 링컨의 집에서 살아남기 집에서 놀자 스페셜 - 에드윈, 휜모자 외 단역
- 명탐정 코난 22기 - 이청민(1화) / 손지환(10화) / 구산해(11~12화) / 권민우(13화) / 마장수(17화) / 상사(20화) / 남인지(21화) / 형사(23화) / 강구호(24화) / 하철원(25화) / 남자 1, 진행자(29~30화)
- 명탐정 코난 1기 파트1 (재더빙) - 경찰 1(3화) / 강도단 3, 남자 2(4화) / 승무원 2, 남자 2(5화) / 이진명, 경비원 1, 경찰 1(7화) / 서동건, 의뢰인, 조문객 1(9~10화)
- 빅 네이트 - 프란시스
- 신비아파트 2단지 - 동현, 엘리베이터 귀신, 경비 아저씨, 반 아이 3, 연근 희망 남성 3, 놀이터 원혼 5, 좀도둑, 괴물귀신
- 아따맘마 NEXT - 라디오 출연자, 사진사
- 안녕! 보노보노 10기 - 타이스, 오소리 아빠
- 장송의 프리렌 - 샤르프, 레카
- 짱구는 못말려 24기 - 각종 단역
- 토마스와 친구들: 함께 달리자! 2기 - 솔티

### 2025년
- 귀멸의 칼날 - 뚱보 혈귀 외 각종 단역
- 귀멸의 칼날: 무한열차편(TVA) - 차장
- 귀멸의 칼날: 도공 마을편 - 스모 선수
- 명탐정 코난 1기 파트1 (재더빙) - 잠복 형사, 검사, 범인 3(13화) / 경찰 1(14화) / 강도 3, 경비원, 음성변조(15화) / 직원, 감식반, 경찰 2(16화) / 경비(17화) / 아들(18화) / 의사, 경찰(19화) / 형사 1, 잠복 1, 선장(20화) / 오태삼(22화) / 스태프 1(24화) / 형사(25화)
- 명탐정 코난 1기 파트2 (재더빙) - 심판, 관중, 야구부, 남자(4화) / 남자 1, 아빠, 출판사 직원들(5화) / 경비 1, 아빠, 감식반 1(7화) / 경찰 2, 직원 2, 감식반 1(8화) / 소진웅, 의사(9~10화) / 감식반, 리포터(12화) / 경찰 2(14화)

### 극장판 애니메이션
- 극장판 명탐정 코난 시리즈
- 명탐정 코난: 할로윈의 신부 - 주지 스님
- 명탐정 코난: 흑철의 어영 - 우시오 칸지
- 명탐정 코난: 100만 달러의 펜타그램 - 후쿠시로 히지리
- TVA 총집편 - 명탐정 코난: 홍장미 이야기 ~흑철의 미스터리 트레인~(투니버스, TVING) - 차장 4 외 단역
- 극장판 짱구는 못말려 시리즈
- 극장판 짱구는 못말려: 격돌! 낙서왕국과 얼추 네 명의 용사들 - 근육중사 외 다수 배역
- 극장판 짱구는 못말려: 수수께끼! 꽃피는 천하떡잎학교 - 교사 외 다수 배역
- 극장판 짱구는 못말려: 동물소환 닌자 배꼽수비대 - 대성성
- 신차원! 짱구는 못말려 더 무비: 초능력 대결전 ~날아라 수제김밥~ - 경찰 2
- 미스터 로봇 - 강혁, RCC 대원 1, 사회자, 보험안내원, 고등학생 1, 행인 3, 비서, 배달원
- 신비아파트 시리즈/극장판 및 특별판
- 신비아파트 특별판: 빛의 뱀파이어와 어둠의 아이(TVING) - 아이기스 퇴마사, 뮤턴트 뱀파이어
- 신비아파트 극장판 차원도깨비와 7개의 세계 - 병사 2
- 신비아파트 특별판: 조선퇴마실록(TVING) - 상인 1, 호위무사, 평안대감집 사람, 조선각귀, 거인각귀, 신하

### 외화
- 웬즈데이(넷플릭스) - 로언 라슬로(칼럼 로스)

### 노래
- 올리의 신비한 몬스터 가방 오프닝

### 오디오 드라마
- 연애제한구역 (밤바다 야해) - 박대리 외
- 숲바다 (ACO) - 야훌
- 연심계획 (해밍/밤바다 야해) - 권재우
- 디스 러브 (ACO) - 이주형
- 이방인 (ACO) - 김사랑
- 인터미션 (ACO) - 유봉원
- 꿈자리가 이상한데요?! (ACO) - 한정오
- 청사과 낙원 - 여난
- 킹스메이커 - 하이옌 외
- 야화첩 (밤바다 야해) - 윤승원 외
- 훈불 (밤바다 야해) - 혹제 외
- 세기말 풋사과 보습학원 (ACO) - 조한
- 불멸의 날들 (ACO) - 로보이
- 파이브 바이 파이브(5x5) (ACO) - 박서빈
- 계간 미스터리: 구세군 (ACO) - 민
- Beyond The Time (세벽세시) - 김민철
- 부당한 일을 당했나요? (ACO) - 백승준
- Untitle Diary: 7월의 모티브 (세벽세시) - 이주안
- 악역의 엔딩은 죽음뿐 오디오 웹툰 시즌2
- 진혼기 (ACO) - 서준 외
- 키스 미, 라이어 (해밍/밤바다 야해) - 찰스 외
- 뿌리 없는 나무 (플링) - 한제원
- 만생종 (ACO) - 서강산 외

### 오디오북
- 하루영상 - 슬립스토리
- 양과 늑대의 요람 - 거친들소, 태극
- 무수리 문복자, 후궁 되다 - 이결
- 재벌집 막내아들 - 진영준
- 소원우리숲 그림책 - 전놀이, 하트방구, 나무야 나무야, 곤충 호텔, 시가 없는 피아노
- 홈, 비터 홈 : 모텔 캘러포니아 - 천연수

### 게임
- 던전 앤 파이터 - 캡틴 루터, 엑텔레
- 러브크레센도 - 전대용
- 리버스: 1999 - 호러피디아
- 명일방주 - 미틈
- 술도 사랑도 어려운 아가씨 - 어번 시트론
- 쿠키런: 모험의 탑 - 아이스민트맛 쿠키
- 쿠키런: 킹덤 - 고깔모자 승객, 열성적인 학술회 승객, 환자 쿠키, 다크카카오의 책사 쿠키 2, 고기만두 사천왕